# Miłosz Matwijewicz
Miłosz Matwijewicz (ur. 27 października 1930 w Lesznie, zm. 16 listopada 2019 w Bydgoszczy) – polski malarz i twórca z zakresu sztuki użytkowej.

## Życiorys
Od 1949 studiował pod kierunkiem prof. Stanisława Borysowskiego i Tymona Niesiołowskiego na Wydziale Sztuk Pięknych Uniwersytetu Mikołaja Kopernika w Toruniu, gdzie uzyskał dyplom w 1955. Od tego samego roku należy do Związku Polskich Artystów Plastyków. W latach 1958–1987 prowadził działalność pedagogiczną. Jego prace znajdują się w zbiorach takich placówek jak: Muzeum Okręgowe im. Leona Wyczółkowskiego w Bydgoszczy, Muzeum Ziemi Kujawskiej i Dobrzyńskiej we Włocławku czy Galeria Miejska BWA w Bydgoszczy. Część dzieł jest też w kolekcjach prywatnych oraz na statku m/s Bydgoszcz.

## Charakterystyka malarska

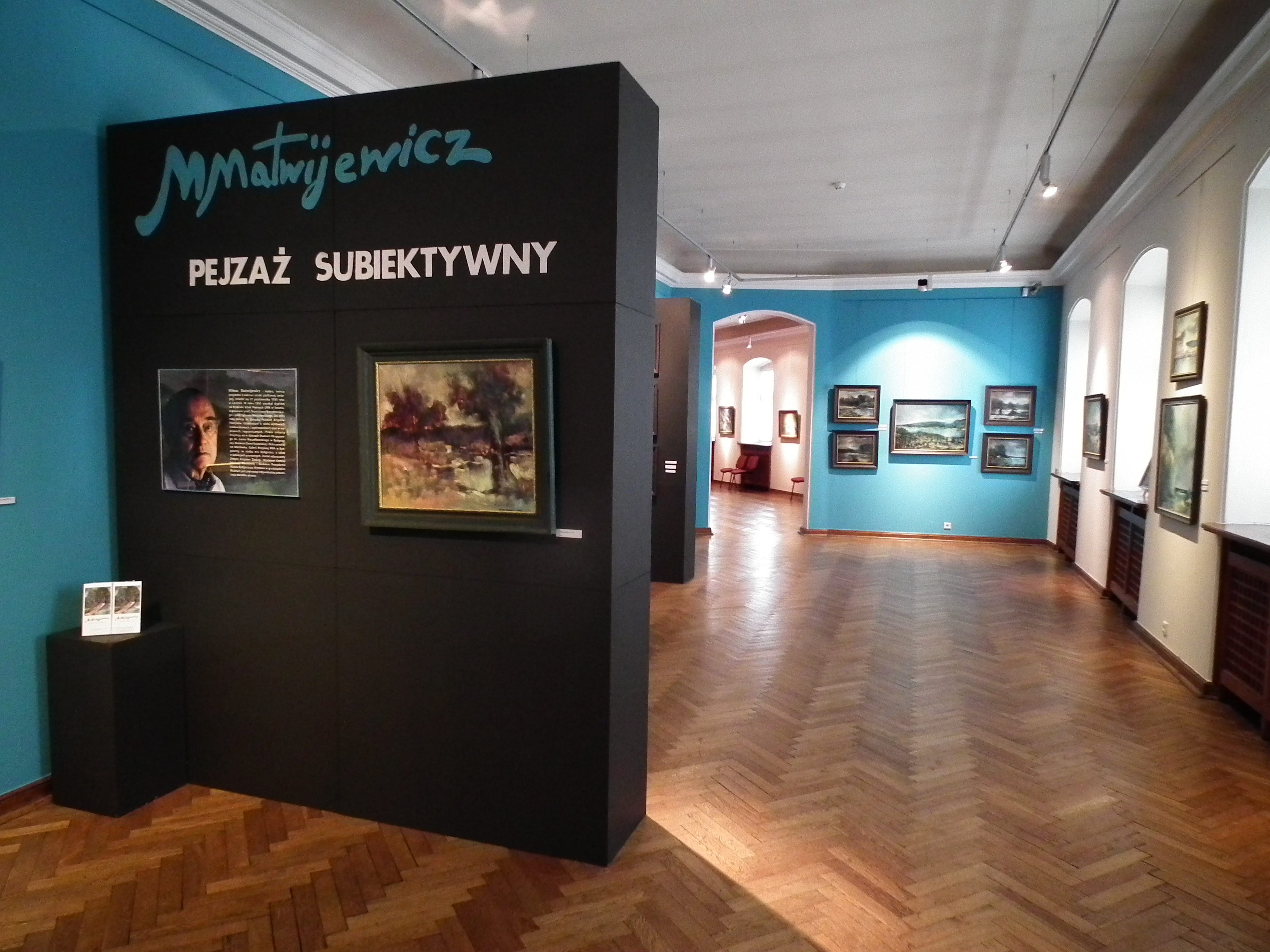
Wystawa Pejzaż subiektywny w Muzeum w Grudziądzu w 2018

Jest przede wszystkim malarzem pejzażowym, nie stroniąc od martwych natur czy kompozycji kwiatowych. Obrazy tworzy w układach przede wszystkim horyzontalnych, najczęściej w trzech pasmach. Pierwszy plan wyznacza w tych wypadkach obszar łąk lub akwen, drugi - drzewa, krzewy, a ostatni przestrzeń nieba. Dominujące w użyciu barwy to błękit i zieleń, wzbogacone ugrami, żółcieniami z drobnymi plamy różu, fioletu, czasem czerwieni nadającymi kompozycjom charakterystycznie lśnienie. Jego malarstwo jest oparte na wrażeniach i emocjach.

## Odznaczenia
Odznaczony m.in.:
- Złotym Krzyżem Zasługi,
- medalem Komisji Edukacji Narodowej,
- medalem Prezydenta Miasta Bydgoszczy[3].